# Josep Virós i Moyés
Josep Virós i Moyés (Llessui, 1905 - Barcelona, 1987) va ser un advocat, cineasta i novel·lista. Advocat de professió, es va introduir en els negocis cinematogràfics als anys 30 i va tenir uns coneixements jurídics sense precedents al país en matèria cinematogràfica.
El 1957 va publicar la novel·la Verd madur, ambientada als Pirineus i pensada des del primer moment per transformar-la en un guió cinematogràfic. El 1960 va constituir la societat Pirene Films juntament amb el joier Amadeu Bagués. Aquell mateix any va iniciar les gestions per produir la pel·lícula en versió castellana i catalana. Després de no poder comptar amb Juan Antonio Bardem com a director, va fer l'encàrrec a Rafael Gil, que gaudia d'un cert prestigi cinematogràfic i era ben vist pel règim franquista. L'obra resultant va ser molt més endolcida que la tragèdia rural inicial i, a més, no va arribar el permís per a fer-ne la versió catalana. Virós va iniciar una pugna legal per poder produir la versió catalana, fins que en va aconseguir el permís l'any 1968, encara que amb unes condicions comercials poc favorables. Malgrat això, Verd madur va ser la primera obra escrita en català de la qual el règim va permetre fer-ne una versió cinematogràfica.